# Centauropsis fruticosa
Centauropsis fruticosa là một loài thực vật có hoa trong họ Cúc. Loài này được Bojer ex DC. mô tả khoa học đầu tiên năm 1836.